# نورمان إي. جيبس
نورمان إي. جيبس (بالإنجليزية: Norman E. Gibbs)‏ هو عالم حاسوب ومهندس ورياضياتي أمريكي، ولد في 27 نوفمبر 1941، وتوفي في 25 أبريل 2002.